# マウンテン・ビュー・カー
マウンテン・ビュー・カー（英：Mountain View Cur）は、アメリカ合衆国のニューヨーク州、アフトン原産のツリーイング・ドッグ犬種である。

## 歴史
1980年代にマイケル・ブラッドグッドという人物によって作出が行われた犬種である。綿密な作出計画を立て、厳選されたオリジナル・マウンテン・カーとケマー・ストック・マウンテン・カーをつがいにして交配させ、後に同じ種のもう1つがいを加えた、2種4頭を基礎犬として作出・改良が加えられて出来上がった。完成して登録が始まったのは1997年と、ごく最近出来上がったばかりの犬種である。
本種はツリーイングにセントハント（嗅覚猟）、番犬や牧牛を行うために使われる。ツリーイング・ドッグとしてはリス、アライグマ、フクロネズミといった小型の獲物を狩るのに使われる。パックで獲物においを追跡し、発見すると吠えながら追いかけ、木の上に追い詰める。追い詰めた後も吠え続け、獲物が逃げられないようにする。主人が到着すると、木に登って獲物を振り落としてもらうか、猟銃で撃ち落してもらい、落ちてきた獲物を犬が仕留めて狩猟は完了する。
セントハウンドとしてはピューマ、コヨーテ、イノシシ、シチメンチョウ、ホロホロチョウ、ライチョウ、キジ、ノウサギといったさまざまな獲物を狩る。ただし、コヨーテに関しては本種を含む全てのイエイヌと同じイヌ科動物であり、「犬が犬を殺す」という同志殺害であると見られ、人でいうカニバリズムのようなものにあたり倫理的によくないという見方により、減少傾向にある。ただし、コヨーテによるさまざまな被害が起こっている地域ではコヨーテ狩りが現在も行われている。セントハントもパックで獲物のにおいを追跡し、発見す
ると噛み留めを行って獲物を動けなくする。小型の動物の場合は自ら仕留めるが、大型の動物の場合は噛み留めを行って動けなくして、主人に猟銃で仕留めてもらう。
農場では番犬や、牛を誘導する牧牛犬として使われる。このようにさまざまな使役を担うことができる器用さを持つのは、ケマー・ストック・マウンテン・カーの血を多めに引いているからである。
アメリカでは実用犬として人気があるが、原産国以外ではほとんど飼育されていない、珍しい犬種である。

## 特徴
筋肉質で引き締まった体つきをしたカーである。脚は長く、走るのが速い。マズルは短めで、首は太め、耳は垂れ耳、尾は飾り毛のない垂れ尾、又は無尾。尾がある場合、時に3分の1ほどの長さに断尾されることもある。コートはスムースコートで、毛色はブラック、ブリンドル、レッド、イエロー、ミルク、ブリンドル・アンド・ブラック、ブルーローン・アンド・ブラック（ブルーティック）など。性格は温和で活発、仕事熱心である。友好的で子供や仔犬とも仲良くすることができる。家庭犬として飼育することも可能で、気性も安定していて非常に飼いやすい犬である。しかし、運動量が多く、澄んだ短い吠え声はよく響くので注意が必要である。